# Indywidualne Mistrzostwa Wielkiej Brytanii na Żużlu 1988
Indywidualne mistrzostwa Wielkiej Brytanii na żużlu – cykl turniejów żużlowych mających wyłonić najlepszych żużlowców brytyjskich w 1988 roku. Tytuł wywalczył Simon Wigg z Oxford Cheetahs.

## Finał
- 22 maja 1988 r. (niedziela),  Coventry

| Msc. | Zawodnik         | Klub                   | Pkt  |  |  |
| ---- | ---------------- | ---------------------- | ---- |  |  |
| 1    | Simon Wigg       | Oxford Cheetahs        | 14   |  |  |
| 2    | Kelvin Tatum     | Coventry Bees          | 13   |  |  |
| 3    | Chris Morton     | Belle Vue Aces         | 11+3 |  |  |
| 4    | Simon Cross      | Cradley Heath Heathens | 11+2 |  |  |
| 5    | Neil Evitts      | Bradford Dukes         | 10   |  |  |
| 6    | Richard Knight   |                        | 10   |  |  |
| 7    | John Davis       |                        | 9    |  |  |
| 8    | Marvyn Cox       | Oxford Cheetahs        | 8    |  |  |
| 9    | Andy Smith       | Belle Vue Aces         | 8    |  |  |
| 10   | Steve Schofield  |                        | 6    |  |  |
| 11   | Andrew Silver    |                        | 6    |  |  |
| 12   | Neil Collins     | Sheffield Tigers       | 5    |  |  |
| 13   | Jeremy Doncaster | Ipswich Witches        | 4    |  |  |
| 14   | Andy Galvin      | Cradley Heath Heathens | 3    |  |  |
| 15   | Sean Wilson      | Sheffield Tigers       | 3    |  |  |
| 16   | Gary Havelock    | Bradford Dukes         | 0    |  |  |